# Кивать (Сурський район)
Кивать (рос. Кивать) — село в Сурському районі Ульяновської області Російської Федерації.
Населення становить 60 особу. Бідне Російське село, з поганими дорогами . Входить до складу муніципального утворення Никитинське сільське поселення.

## Історія
Від 2004 року входить до складу муніципального утворення Никитинське сільське поселення.

## Населення
| 2010 |
| ---- |
| 81   |